# العلاقات الأفغانية اليونانية
العلاقات الأفغانية اليونانية هي العلاقات الثنائية التي تجمع بين أفغانستان واليونان.

## مقارنة بين البلدين
هذه مقارنة عامة ومرجعية للدولتين:
| وجه المقارنة                                              | أفغانستان                    | اليونان                                                                             |
| --------------------------------------------------------- | ---------------------------- | ----------------------------------------------------------------------------------- |
| المساحة (كم2)                                             | 652.23 ألف                   | 131.96 ألف                                                                          |
| عدد السكان (نسمة)                                         | 34.94 مليون                  | 10.76 مليون                                                                         |
| الكثافة السكانية (ن./كم²)                                 | 53.57                        | 81.54                                                                               |
| العاصمة                                                   | كابل                         | أثينا، نافبليو                                                                      |
| اللغة الرسمية                                             | اللغة البشتوية، اللغة الدرية | لغة يونانية، اليونانية الديموطيقية ‏                                                 |
| العملة                                                    | أفغاني                       | يورو، دراخما، فينيكس يوناني ‏                                                        |
| الناتج المحلي الإجمالي (بليون دولار)                      | 20.82 مليار                  | 200.29 مليار                                                                        |
| الناتج المحلي الإجمالي (تعادل القوة الشرائية) بليون دولار | 62.62 مليار                  | 285.45 مليار                                                                        |
| الناتج المحلي الإجمالي الاسمي للفرد دولار أمريكي          | 594                          | 18.00 ألف                                                                           |
| الناتج المحلي الإجمالي للفرد دولار أمريكي                 | 1.93 ألف                     | 26.85 ألف                                                                           |
| مؤشر التنمية البشرية                                      | 0.479                        | 0.865                                                                               |
| رمز المكالمات الدولي                                      | +93                          | +30                                                                                 |
| رمز الإنترنت                                              | .af                          | .gr                                                                                 |
| المنطقة الزمنية                                           | ت ع م+04:30                  | توقيت شرق أوروبا، ت ع م+02:00، ت ع م+03:00، توقيت شرق أوروبا الصيفي ‏، أوروبا/أثينا ‏ |

## منظمات دولية مشتركة
يشترك البلدان في عضوية مجموعة من المنظمات الدولية، منها:
| علم المنظمة | اسم المنظمة                               | تاريخ انضمام أفغانستان | تاريخ انضمام اليونان |
| ----------- | ----------------------------------------- | ---------------------- | -------------------- |
|             | مؤسسة التنمية الدولية                     | 2 فبراير 1961          | 9 يناير 1962         |
|             | يونسكو                                    | 4 مايو 1948            | 4 نوفمبر 1946        |
|             | وكالة ضمان الاستثمار متعدد الأطراف        | 16 يونيو 2003          | 30 أغسطس 1993        |
|             | الأمم المتحدة                             | 19 نوفمبر 1946         | 25 أكتوبر 1945       |
|             | الاتحاد البريدي العالمي                   | ?                      | ?                    |
|             | البنك الدولي للإنشاء والتعمير             | 14 يوليو 1995          | 27 ديسمبر 1945       |
|             | الاتحاد الدولي للاتصالات                  | 12 أبريل 1928          | 1866                 |
|             | منظمة حظر الأسلحة الكيميائية              | ?                      | ?                    |
|             | مؤسسة التمويل الدولية                     | 23 سبتمبر 1957         | 26 سبتمبر 1957       |
|             | المركز الدولي لتسوية المنازعات الاستشارية | 25 يوليو 1968          | 21 مايو 1969         |
|             | منظمة الشرطة الجنائية الدولية             | ?                      | ?                    |

## وصلات خارجية
- موقع وزارة الخارجية الأفغانية
- موقع وزارة الخارجية اليونانية